# Talostolida pellucens
Blasicrura alisonae là một loài ốc biển, là động vật thân mềm chân bụng sống ở biển trong họ Cypraeidae, họ ốc sứ.

## Phân bố
Loài này có ở vùng bể Mascarene